# Юрка (приток Сады)
Юрка (в верхнем течении Осиновка) — река в Удмуртии и Кировской области России, левый приток Сады. Длина реки — 16 км.
Река берёт начало на Красногорской возвышенности, в Фалёнском районе Кировской области, где носит название Осиновка. Протекает на северо-восток, проходя нижним течением по территории Ярского района Удмуртии. Впадает в Саду у деревни Юр. Верхнее и среднее течения реки пересыхают.